# Pashtunistan
Pashtunistan (pashto: پښتونستان, persisk: پشتونستان) eller Pakhtunistan, urdu: پختونستان), er idéen om et uafhængigt land bestående af de pashtunsk dominerede områder af Pakistan og Afghanistan. Pashtunske nationalister mener at dette historiske hjemland blev delt af Durand-linjen, en grænse mellem  Britisk Indien og Afghanistan.
I Afghanistan tales pashto af 35 % af befolkningen. De er koncentreret i den sydlige og østlige del af landet. I Pakistan findes pashtunerne i de nordvestlige regioner. Den pakistanske del af Pashtunistan omfatter et område som går fra Chitral i nord (hvor Pashtunere er en minoritet, og Khowar-folket majoriteten) til Sibi i sydvest og den indbefatter med vilje den etnisk blandede Baluchistan-region. De pashtunske majoritetsområder i det vestlige Pakistan omfatter Den Nordvestlige Grænseprovins (NWFP), Pakistans Føderalt Administrerede Stammeområder (FATA), Mianwali-distriktet og den nordlige del af Baluchistan-regionen. Hovedsproget som tales i Pashtunistan-regionen er Pashto, men et mindre antal Persisk-talende afghanere findes, hvor Afghanske flygtninge midlertidigt opholder sig. 
Efter den sovjetiske invasion af Afghanistan i 1979 migrerede mere end 6 millioner flygtninge, hovedsageligt pashtunere, til Pakistan. Disse flygtninge er ikke inkluderet i de officielle opgørelser over pashtunere i Pakistan eftersom de ikke er pakistanske statsborgere, men kun bliver midlertidigt indtil december 2009  I Maj 2008 blev det rapporteret at 3 millioner afghanske flygtninge, især pashtunere, stadig opholder sig i Pakistan. 